# Choi Soon-sil
Choi Soon-sil, en coreano pronunciado: [t͡ɕʰø.sun.ɕil]; (Corea, 23 de junio de 1956) es la principal persona implicada en el escándalo político de Corea del Sur de 2016 que involucró a la undécima presidenta de Corea del Sur, Park Geun-hye.

## Biografía
Choi es la hija de Choi Tae-min, el líder de un culto que combina varios elementos del budismo, el cristianismo y el chamanismo tradicional coreano. Su exmarido es el exjefe de gabinete del presidente Park, Chung Yoon-hoi, y su hija es la atleta de doma clásica, Chung Yoo-ra.
Choi Soon-sil nació el 23 de junio de 1956 como la quinta hija de la familia de Choi Tae-min. El nombre de su madre es Im Sun-yi (임선 이). Entró en la Universidad de Dankook en 1975 y trabajó como auditora. Se casó con Kim Young-ho (김영호) en 1982 y tuvo un hijo en 1983. Se divorciaron en 1986. Se casó con la ex-secretaria de Choi Tae-min, Chung Yoon-hoi, en 1995 y tuvo una hija llamada Chung Yoo-ra. Soon-sil y Yoon-hoi se divorciaron en 2014.
Se estima que la relación de Choi con Park Geun-hye se remonta a 1977. En ese momento, se fundó la Unión Nacional de Estudiantes Universitarios, que partió de una nueva mentalidad para "establecer una identidad estricta, un patriotismo decidido y un sistema de valores independiente", y Choi era la presidenta. El 10 de junio de 1977, el sindicato celebró una reunión inaugural en la Universidad de Hanyang. Durante este evento, el gobernador del cuerpo de paz de Saemaul estaba sentado en el lado derecho de Park Geun-hye y el presidente Lee Myung-bak estaba sentado en su lado izquierdo.
Después de la década de 1980, Choi comenzó a administrar el negocio inmobiliario y a gestionar jardines de infancia. En 1983, adquirió 45 pyong (unos 149 metros cuadrados) de terreno en Yeoksam-dong, Seúl; en septiembre de 1985, adquirió 108 pyong (unos 347 metros cuadrados) de terreno en Sinsa-dong y construyó un edificio de 4 pisos. En este edificio solía funcionar un jardín de infancia. En julio de 1988, compró un terreno de 200 pyong (unos 661 metros cuadrados) en Sinsa-dong en virtud de un contrato conjunto con otra persona. Más tarde, recompró las acciones conjuntas y se convirtió en la única propietaria de la propiedad. De 1992 a 1996, Choi estableció y operó Jubel GmbH junto con Chung Yoon-hoi. En julio de 2003, con la inversión de Choi se construyó un edificio (denominado edificio M) con 7 pisos sobre el suelo y 2 pisos bajo tierra. La empresa de Chung Yoon-hoi era inquilina de este edificio. En febrero de 2008, Choi vendió el edificio del jardín de infancia a una caja de ahorros. En 1989, Choi tradujo con Kim Kwang-Ung (김광웅) un libro de instrucciones para el cuidado de los niños llamado "Cómo mantener en posición vertical el hábito de sus hijos". Este libro presentó a Choi como vicepresidenta del centro de investigación afiliado al Instituto de Cultura de Corea.
En 2006, Park fue atacado por una persona con una navaja cuando asistía a la campaña electoral para el alcalde de Seúl como representante del Gran Partido Nacional. Choi Soon-Sil cuidó de Park cuando fue hospitalizada. Después de salir del hospital, Park continuó recibiendo tratamiento en la casa de la hermana mayor de Choi Soon-sil, Choi Soon-deuk.
Está confirmado que Choi gestiona un café y un restaurante italiano "Testa Rossa" en Nonhyeon-dong (en Gangnam-gu, Seúl). El edificio remodelado ha estado en funcionamiento desde diciembre de 2014 (el primer y segundo piso vende varias bebidas y sándwiches, mientras que el tercer piso es la oficina privada de Choi. Una fuente dio testimonio diciendo que Choi ha estado contactando y reuniéndose con políticos, empresarios influyentes y magnates de negocios en el segundo y tercer piso de este edificio.

## Escándalo político surcoreano de 2016
El escándalo involucra acusaciones de que ella fue responsable de planear la política gubernamental y la toma de decisiones durante la administración de Park. Los fiscales han investigado entrando en oficinas y hogares vinculados a Choi. Se ordenó a las secretarias de Park que dimitieran tras el escándalo. Es posible que haya ordenado a los fiscales coreanos que procesen a un periodista japonés, Tatsuya Kato (jefe de la oficina de Seúl de Sankei Shimbun), por difamación por informar que el presidente Park y Chung Yoon-hoi tuvieron una reunión secreta de siete horas con Choi después del hundimiento de MV Sewol.
El 31 de octubre, Choi se reunió con los fiscales y les dijo a los periodistas “Por favor, perdóneme. Lo siento. Cometí un pecado que merece la muerte ”. A partir del 20 de noviembre, los fiscales acusaron oficialmente a Choi Soon-sil de intervenir en los asuntos estatales y de obligar a los chaebols a donar decenas de millones de dólares a fundaciones y empresas sobre las que tenía control.
El 23 de junio de 2017, el Tribunal del Distrito Central de Seúl declaró a Choi culpable y la condenó a tres años de prisión por cargos de obstrucción del deber al utilizar sus vínculos presidenciales para que su hija ingresara en la Universidad de Mujeres Ewha y obtuviera buenas calificaciones. El 13 de febrero de 2018, el Tribunal de Distrito Central de Seúl declaró a Choi culpable de abuso de poder, soborno e injerencia en los negocios del gobierno y la condenó a 20 años de prisión y una multa de 18.000 millones de libras esterlinas (16,6 millones de dólares estadounidenses).